# 山下三千夫
山下 三千夫（やました みちお、1948年〈昭和23年〉7月25日 - ）は鹿児島県出身の日本の画家。

## 経歴
- 1948年　鹿児島県坊津町に生まれる[1].
- 1967年　初個展[1]
- 1975年　葦の画廊(東京)にて個展[1]。フランス留学(～1976年)[1]
- 1977年　山形屋画廊(鹿児島)にて個展[1]。以降1年おきに同画廊にて開催[1]。
- 1994年　神戸阪急にて個展[1]
- 1996年　横浜そごう、神戸阪急にて個展[1]
- 1998年　天神岩田屋(福岡)にて個展[1]
- 1999年　横浜そごう、ギャラリーアクシズ(大阪)、阪急百貨店うめだ本店(大阪)にて個展[1]
- 2000年　ギャラリーアクシズ(大阪)、神戸阪急、ギャラリーベルンアート(大阪)、JR大阪セルヴィスギャラリーにて個展[1]
- 2002年　阪急百貨店うめだ本店(大阪)にて個展[1]
- 2002年　ギャラリー東京映像にて個展[1]
- 2004年 銀座で個展
- 2005年 近鉄百貨店阿倍野本店・京都店で個展
- 2006年 銀座・福岡で個展
- 2007年 瀧川画廊で個展[2]
- 2012年　グループ展　GANKO展出展　なかお画廊
- 2013年5月 油彩画展 山形屋画廊
- 2015年5月 油彩画展 山形屋画廊
- 2015年10月 大阪高島屋 大阪店6階 ギャラリーネクスト[3]
- 2015年10月 ～注目作家による～「私の中の宮澤賢治」展　仙台三越7階　アートギャラリー
- 2016年5月 -静謐なまなざし-　帝国ホテルプラザ アート・ギャラリー尾山
- 2016年10月 チューリッヒ ゴルドバハセンター
- 2016年11月 -山下三千夫の歩んだ不確実な時代-　児玉美術館[4]
- 2017年5月 油彩画展  山形屋画廊
- 2017年8月 静謐のまなざし　山下三千夫の世界展　ギャラリー杉
- 2017年11月 山下三千夫の描く風景画の変遷展　児玉美術館[4]
- 2018年1月 それぞれの静謐な人物　山下三千夫展　仙台三越　本館7階アートギャラリー
- 2018年5月 山下三千夫 小品展　ギャラリー澤 第2ギャラリー[5]
- 2018年10月 山下三千夫 作品展-まなざし-　トアギャラリー

## 主な作品収蔵先
- 児玉美術館[6]